# Batuco
Batuco (Batuc; pl. Batucos) Pleme američkih Indijanaca porodice Juto-Asteci, uže grupe Taracahitian, lociranih unutar Ópata-teritorija u meksičkoj državi Sonora. Pleme i jezik (batuc) su nestali. Manuel Orozco y Berra ovaj naziv navodi kao sinonim za Eudeve, jednog od plemena iz grupe Ópata. Glavno naselje (1629) bilo je Batuc, gdje je 1629 jezuitski misionar o. Martín de Azpilcueta utemeljio misijsku crkvu San Francisco Xavier de Batuc.